# Prdeytsi
Prdeytsi (en macédonien Прдејци) est un village du sud-est de la Macédoine du Nord, situé dans la municipalité de Guevgueliya. Le village comptait 514 habitants en 2002.

## Démographie
Lors du recensement de 2002, le village comptait :
- Macédoniens : 509
- Serbes : 5